# كريم سعيدي
كريم سعيدي (مواليد 24 مارس 1983) لاعب كرة قدم تونسي لعب مؤخراً مع نادي ليرس البلجيكي في مركز قلب الدفاع. كان من ضمن الفريق التونسي الذي شارك بكأس الأمم الأفريقية 2004.

## روابط خارجية
- كريم سعيدي على موقع الاتحاد الأوربي (الإنجليزية)
- كريم سعيدي على موقع اتحاد تركيا (لاعب) (الإنجليزية)
- كريم سعيدي على موقع قاعدة بيانات كرة القدم.إي يو (الإنجليزية)
- كريم سعيدي على موقع ناشيونال فوتبول تيمز (الإنجليزية)